# Prince (album)
Prince – drugi album studyjny amerykańskiego piosenkarza Prince’a. Płyta została wydana 19 października 1979 roku. Album został w pełni wyprodukowany przez Prince'a, co widnieje na okładce. W USA Prince ma status platynowej płyty. Album jest utrzymywany w klimatach disco i funku.

## Lista utworów
| Nr | Tytuł                                             | Długość |
| -- | ------------------------------------------------- | ------- |
| 1  | "I Wanna Be Your Lover"                           | 5:49    |
| 2  | "Why You Wanna Treat Me So Bad?"                  | 3:49    |
| 3  | "Sexy Dancer"                                     | 4:18    |
| 4  | "When We're Dancing Close and Slow"               | 5:23    |
| 5  | "The Verb to Be (Introduction to Wee B. Dooinit)" | 4:00    |
| 6  | "Bambi"                                           | 4:22    |
| 7  | "Still Waiting"                                   | 4:12    |
| 8  | "I Feel for You"                                  | 3:24    |
| 9  | "It's Gonna Be Lonely"                            | 5:27    |